# ActRaiser
ActRaiser (яп. アクトレイザー акуторэидза) — японская компьютерная игра, симулятор бога с элементами платформера. Разработана студией Quintet для приставки Super Nintendo Entertainment System и выпущена в 1990 году при участии издателя Enix. Изначально вышла на территории Японии, но в течение двух последующих лет появились североамериканская и европейская версии. В 2004 году игру портировали для мобильных телефонов, а в 2007-м загрузили в сервис Virtual Console. У игры также есть прямое продолжение ActRaiser 2.

## Игровой процесс
Игрок, находясь в роли богоподобного Мастера, в условиях наполненного монстрами мира занимается развитием человеческой цивилизации, при этом игровой процесс разворачивается в двух разных режимах: стратегическом и аркадном. Первый режим представляет собой классический симулятор бога, на экране отображена карта незаселённой местности, и из двух первых людей необходимо вырастить большой процветающий город. Сам Мастер находится вне поля зрения, навигация по карте и управление происходящим осуществляются посредством ангела-помощника — он свободно летает повсюду, сражается с появляющимися монстрами, указывает места, где должно быть начато строительство и т. п. Чтобы город развивался в нужных направлениях, для облагораживания территорий применяются различные чудеса: вызванная гроза расчищает землю от кустов и камней, направленные лучи солнца осушают болота, призванный дождь орошает пустыни и пр.
Главным препятствием в развитии цивилизации выступают многочисленные летающие монстры, бесконечно появляющиеся из расставленных на карте логовищ. Они атакуют ангела, повреждая его здоровье, постоянно мешают строительству, поэтому периодически их надо уничтожать. По мере роста города люди могут добираться до логовищ и запечатывать их — тогда появление монстров оттуда прекращается. После запечатывания всех логовищ цивилизация начинает развиваться значительно быстрее, дома становятся более вместительными, появляются некоторые дополнительные возможности. При определённой численности населения Мастер повышает уровень, при этом возрастает количество очков жизней и количество очков SP, требующихся для сотворения чудес. Как только город достигает большой величины и становится самодостаточным, можно перемещаться в соседний регион для строительства следующего населённого пункта. Всего необходимо обустроить шесть таких регионов.

Битва с боссом в аркадном режиме, герой сражается с напавшей на город мантикорой

Иногда обитающие в регионе монстры настолько сильны, что требуется непосредственное вмешательство Мастера — бог вселяется в каменную статую воина и идёт уничтожать злодеев лично. Стратегическая часть при этом сменяется слешерным платформером с видом сбоку, игрок за отведённое время с помощью меча и магии должен расчистить путь до конца уровня и одолеть ожидающего там босса. Как правило, аркадные вставки происходят дважды в ходе развития региона: перед началом строительства и ближе к концу. В последнем уровне игрок поочерёдно сражается со всеми ранее побеждёнными противниками и только после этого вступает в схватку с финальным боссом.

## Сюжет
Протагонистом повествования выступает богоподобный Мастер, именно от его лица описываются все происходящие в игре события. Из прилагавшегося к картриджу руководства следует, что однажды Мастер вынужден был противостоять злому демону Танзре и шести его лейтенантам, в итоге потерпел поражение и отступил в небесный дворец, где из-за полученных ран впал в глубокий сон. Тем временем деспотичный Танзра разделил землю на шесть регионов и шестерых своих приспешников поставил править ими — среди человечества стало распространяться зло, всю землю заселили монстры. Спустя сотни лет Мастер наконец проснулся, но уже без прежней могучей силы, поскольку вера среди людей сошла на нет. Теперь ему вместе с помощником-ангелом предстоит воссоздание цивилизации практически с нуля.
Создавая процветающие города с верными последователями, Мастер постепенно восстанавливает утраченные силы, побеждает шестерых лейтенантов и самого демона Танзру. В концовке после исчезновения зла протагонист ещё раз окидывает взглядом все населённые территории, и оказывается, что никто из людей больше не поклоняется ему — в их мире больше нет проблем и причин тревожить создателя, соответственно, тоже нет. На том Мастер и его помощник ангел возвращаются отдыхать на небеса, до тех пор, пока их помощь вновь не понадобится.

## Различия версий
Оригинальная японская версия насыщена отсылками к христианству, однако из-за жёсткой политики издателя Nintendo of America в американской версии многие религиозные понятия были либо удалены, либо заменены нейтральными. Например, протагонист в оригинале зовётся Богом, а его главный противник — Сатаной. Помимо правки сценария, в западной локализации также были произведены некоторые изменения в плане графики и звука, логотип стал более стилизованным, в названии букву «R» сделали прописной. Помимо всего прочего, в стратегическом режиме западных версий время течёт значительно быстрее, и для завершения строительства требуется гораздо меньше времени. Американский вариант игры ощутимо проще японского, однако после полного прохождения игроку открывается возможность сыграть ещё раз с повышенной сложностью. Европейская версия позволяет с самого начала выбрать необходимую сложность: тяжёлую, нормальную и уникальную здесь лёгкую.
Одновременно с релизом для домашней консоли состоялось портирование на аркадную платформу Nintendo Super System. Из этой версии полностью вырезан стратегический режим, остались только уровни с горизонтальной прокруткой, и внесены некоторые незначительные исправления: немного изменена система подсчёта очков и несколько увеличена сложность, к примеру, попадание на шипы вместо потери жизней ведёт к мгновенной гибели персонажа. В 2004 году компания Macrospace на европейском рынке выпустила версию ActRaiser для мобильных телефонов, она содержит лишь первые три аркадных уровня и значительно уступает оригиналу в графическом смысле. Также в 2007 году игра появилась в сервисе Virtual Console, где её можно эмулировать на приставке Wii. Издание осуществлялось унаследовавшей авторские права компанией Square Enix.

## Отзывы и критика
| Сводный рейтинг    | Сводный рейтинг |
| Агрегатор          | Оценка          |
| ------------------ | --------------- |
| GameRankings       | 80,8 %          |
| Иноязычные издания |                 |
| Издание            | Оценка          |
| EGM                | 9 из 10         |
| Eurogamer          | 7 из 10         |
| IGN                | 7,5 из 10       |
| Nintendo Power     | 3,95 из 5       |

Мировые продажи игры составили 620 тысяч копий, в том числе 400 тысяч было продано на территории Японии, 180 в Северной Америке и 40 в Европе. В 1993 году портал GameSpot включил ActRaiser в свой список величайших игр всех времён, а редакция журнала Electronic Gaming Monthly назвала музыкальное сопровождение лучшим за последние двенадцать месяцев. Журнал Nintendo Power поместил её на 150-е место в списке лучших из когда-либо издававшихся игр для консолей Nintendo.
По прошествии лет обозреватель портала Armchair Empire похвалил яркую и красочную для тех времён графику, особо отметив использование разработчиками седьмого видеорежима консоли, с помощью которого происходит масштабирование карты мира в те моменты, когда Бог спускается на землю для посещения локаций. В обзоре издания Eurogamer игра названа одной из самых странных вещей для домашних консолей, однако смесь жанров произведена удачно и благодаря комплексному сюжету она заслуживает высокой оценки. Автор рецензии IGN находит интересной саму идею, что Бог может спуститься на землю помогать людям, уничтожая демонов и монстров на своём пути. В 2007 году авторы сайта ScrewAttack разместили ActRaiser на первой строке списка популярнейших в прошлом игр, которые со временем полностью утратили свою популярность. Также они поставили её на десятое место списка лучших игр для SNES.
Отдельной похвалы удостоился саундтрек авторства Юдзо Косиро, критики отмечали, что такое невероятное качество звучания было достигнуто всего лишь через шесть месяцев после выхода консоли — игра в определённом смысле задала высокую планку последующим разработчикам. В Японии вышли два отдельных альбома с музыкой из игры, оригинальный саундтрек со всеми мелодиями и диск с отдельными мелодиями в оркестровых симфонических аранжировках под названием Symphonic Suite from Actraiser. Избранные композиции исполнялись на некоторых живых выступлениях, например, в сериях концертов Play! A Video Game Symphony и Symphonische Spielemusikkonzerte в Лейпциге.